# Berta Cáceres
Berta Isabel Cáceres Flores (4 tháng 3 năm 1973 – 3 tháng 3 năm 2016) là một nhà hoạt động môi trường Hondura và là nhà lãnh đạo bản địa của người Lenca, và đồng sáng lập và điều phối viên của Hội đồng Nhân dân và Tổ chức bản địa của Honduras (COPINH). Bà từng giành giải thưởng môi trường Goldman năm 2015.
Bà đã bị những kẻ xâm nhập vũ trang giết chết tại nhà, sau nhiều năm bị đe dọa.

## Tiểu sử
Cáceres sinh ra ở La Esperanza (Intibuca). Bà lớn lên trong cảnh bạo lực Trung Mỹ trong năm 1970, và với một mô hình vai trò nhân đạo trong nhà cô của mẹ bà, Berta Flores, là một nữ hộ sinh và xã hội nhà hoạt động làm bà đỡ những người tị nạn từ El Salvador và chăm sóc cho họ. Bà học tốt nghiệp đại học ngành sư phạm.